# Баннер, Брук
Брук Баннер (англ. Brooke Banner, родилась 28 сентября 1983 год, Гейнсвилл, Флорида, США) — американская фотомодель и порноактриса.

## Биография
Брук выросла в небольшом провинциальном городке. Её юность прошла на лошадиной ферме и поле для софтбола. В 17 лет она переехала в Калифорнию и начала свою карьеру в порноиндустрии. Сначала она делала домашние хардкорные клипы и вебклипы для несуществующего сейчас сайта The Mean Streets of Brook-Lynn вместе со свои парнем Дартом. Некоторые из них датируются самым началом 2001 года, когда ей ещё не было 18 лет. Брук начала сниматься в профессиональных фильмах для взрослых в 2002 году (когда ей было 19 лет) и на данный момент сыграла в более чем в 350 порнофильмах. Она сотрудничала с рядом ведущих компаний отрасли: Vivid, Sin City, Legend, Private и Digital Playground. Однако в самой отрасли ещё с 2003 года за ней закрепилась репутация брезгливой звезды, после того как она заявила о невозможности некоторых действий во время съёмок.
В 2007 году она появилась в сериале Californication канала Showtime во второй серии 1-го сезона «Hell-A Woman» в роли самой себя. Она же позировала для специально созданной для этого эпизода обложки порно DVD под названием «A Crazy Little Thing Called Anal». В ходе съёмок она старалась не показывать свои татуировки на теле, скрывая их под накинутой рубашкой.
Кроме участия в фильмах для взрослых является успешной ню-фотомоделью, её фотографии украшают обложки нескольких профильных журналов.

## Внешность
Рост Брук — 173 сантиметра. Вес — 57 килограммов. Размер естественной груди  — D, но в сентябре 2009 года она увеличила её до размера DD. У неё европейский тип лица, голубые глаза. Она натуральная блондинка. У неё на теле много татуировок: «CXIV hb» на правой стороне туловища; «рукав» из фей, бабочек и цветов на левой рукой, надписи в левой руке; кандзи внутри правого предплечья; красная звезда между правыми большим и указательным пальцами; племенные символы в нижней части спины; крылатая фея со скрипкой слева в зоне бикини; небольшое красное сердце в верхней части левого бедра. Так же на теле актрисы присутствует пирсинг: проколото крыло носа, пупок, язык и клитор. О желании проколоть клитор заявляла её героиня в сериале Californication, как и о желании увеличить грудь.

## Известные псевдонимы
Brooke Banks, Brooke, Lindsey Brooke, Lindsay Brooke, Brooke Biggs, Chrissy, Brook, Miss Brooke, Maelina.

## Премии и номинации
- AVN Awards 2005 года — номинирована в категории Лучшее лесбийское порно за видео Сучка (2004 год)[4]
- AVN Awards 2010 года — номинирована в категории Лучшая оральная сцена за фильм Шоу 70-х: XXX-пародия[5]